# Церква Успіння Пресвятої Богородиці (Стрілківці)
Церква Успіння Пресвятої Богородиці в Стрілківцях — парафія і храм греко-католицької громади Борщівського деканату Бучацької єпархії Української греко-католицької церкви в селі Стрілківці Чортківського району Тернопільської области.

## Історія церкви
У 1703 році місцеві майстри збудували нову дерев'яну церкву. Цей рік вважається роком заснування греко-католицької парафії села. За архівними даними, у 1803 році була збудована ще одна церква, а її будівництво тривало аж до 1876 року. Цю церкву освятили на честь Успіння Пресвятої Богородиці, успадкувавши попередню назву.
У 1946 році парафія і храм були передані до РПЦ, де вони перебували до 1990 року.
У селі є фігура Матері Божої та хрести парафіяльного значення.
При парафії діють: спільнота «Святої вервиці» та Вівтарна дружина.

## Парохи
- о. Іван Стрінковецький (1715—1731),
- о. Андрій Бохенський (1832—1839),
- о. Григорій Іваницький (1840—1874),
- о. Лев Дністрянський (1874—1880),
- о. Віктор Чомкевич (1883—1916),
- о. Антон Харжевський (1917—1918),
- о. Василь Чайковський (1919—1921),
- о. Іван Харук (1921—1939),
- о. Володимир Харук (1939—1979),
- о. Роман Гриджук (1983—1994),
- о. Ярослав Яловіца (1994—2001),
- о. Михайло Марущак (з 2001).